# دریاچه شارباقتی
دریاچه شارباقتی (قزاقی: Шарбақты) یک دریاچه در استان پاولودار کشور قزاقستان است.